# Niesner
Niesner is een historisch merk van motorfietsen.
Josef Niesner, Mechanische Werkstätte, Wenen (1907-1914).
Niesner werd later de Oostenrijkse Norton-importeur, maar bouwde zelf motorfietsen met 3-, 3½- en 5 pk inbouwmotoren van Fafnir en Minerva. In die tijd hoorde Wenen nog bij het Oostenrijk-Hongaarse Keizerrijk.